# カイアック島 (アラスカ湾)

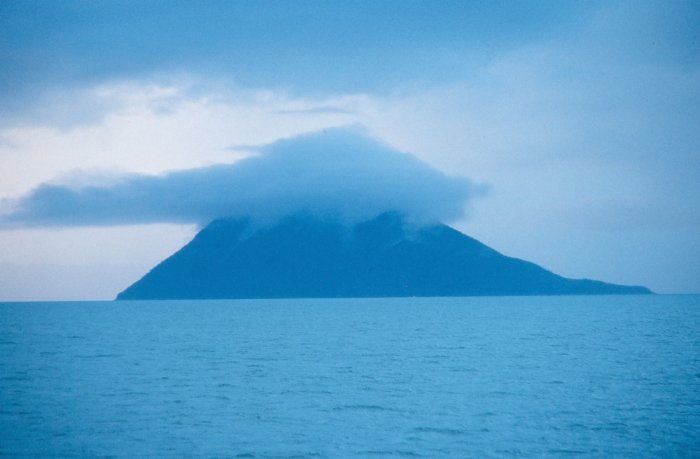

カイアック島（カイアックとう、Kayak Island）とは、太平洋のアラスカ湾北部に存在する島の1つである。2012年現在は無人島となっている。

## 概要
カイアック島は、北緯59度56分、西経144度22分付近に位置しており、アメリカ合衆国のアラスカ州に属している。島の面積は約7万3695km2ほどあるものの、2012年現在この島は無人である。ただし、この島には1916年に運用を開始した燈台が存在しており、この燈台が自動化された1974年までは、いわゆる燈台守がいたことを意味する。なお、この島はロシアの探検家のヴィトゥス・ベーリングが訪れた場所と考えられており、ヴィトゥス・ベーリング上陸地点（The Bering Expedition Landing Site）とされている場所は、1978年にNational Historic Landmarkに指定された

。

## 島の名称について
この島の「カイアック」という現在使用されている名称は、1826年にロシア海軍に所属していたLt. Sarichefが、小型の船の1種であるカイアックという名称を島にも与えたものである。Lt. Sarichefは、この島の輪郭がイヌイットの使用する皮製のカヌーに似ていると思い、そこから「カイアック」という命名を行った。
しかし、過去にこの島には別な名称が付けられていたこともあった。例えば、ヴィトゥス・ベーリングはこの地を1741年に訪れた時に、この島そのものを「セイントイライアス（Saint Elias）」と命名したと信じられている。なお、この「セイントイライアス」という名称は、この島の岬の名称として現在まで残っている。（詳細は「セイントイライアス岬」の節を参照のこと。）この他、1778年5月12日にはジェームズ・クックがこの島を訪れているが、この時この島を「ケイの島（Kaye's Island）」と命名した。ジェームズ・クックの友人の1人に、イギリス人の教会関係者で科学者でもあったリチャード・ケイ（Richard Kaye）という人物がいた。ジェームズ・クックは、リチャード・ケイからもらった紙と小さな銀の塊を瓶の中に入れ、それをこの島に埋めて、リチャード・ケイの姓をこの島に付けたとされている。さらに、1779年7月16日頃にスペインの探検家であったIgnacio de Arteaga y Bazánが、この島を見た時にこの島を「カーメン島（Isla del Carmen、またはNuestra Senora del Carmen）」と命名したとされている。これは、7月16日がOur Lady of Mt. Carmen（または、Our Lady of Mt. Carmel）の祝日であることから、カーメン（Carmen）という名をこの島に付けたとされている。

## セイントイライアス岬
セイントイライアス岬（Cape Saint Elias）とは、カイアック島の南西端に存在する岬である。この岬は、おおよそ北緯59度48分27秒、西経144度35分12秒付近に位置している。この岬には、セイントイライアス岬燈台と言う燈台が設置されていることでも知られている。この岬の「セイントイライアス」という名称は、ヴィトゥス・ベーリングが、1741年7月20日に命名したと言われている。なお、キリスト教の聖人暦において、この7月20日というのは、イリヤ（Elijah）の祝日、つまり、セイントイライアス（Saint Elias）の祝日とされている。ちなみに、この岬から東北東に約185kmの所にセイントイライアス山という名称の山が存在しているが、この山の「セイントイライアス」という名称は、この岬の名称にちなんで付けられたという説が通説となっている。この他に、ヴィトゥス・ベーリング本人がセイントイライアス山を訪れて直接命名したと考える者もいるものの、こちらは一般的ではない。セイントイライアス山付近の地図を作成した者が、セイントイライアス岬の名称を拝借して「セイントイライアス山」と付けたとするのが一般的である。

## 周辺の町
既述の通り、このカイアック島は2012年現在、居住者はいない。この付近の比較的大きな町としては、北西に約100kmの所にコードバ（Cordova）の町（人口2000人強）が存在する。